# راشيل رايلي
راشيل رايلي (بالإنجليزية: Rachel Reilly)‏ هي ممثلة أمريكية، ولدت في 16 أكتوبر 1984 في كونكورد في الولايات المتحدة.

## وصلات خارجية
- راشيل رايلي على موقع IMDb (الإنجليزية)
- راشيل رايلي على موقع قاعدة بيانات الفيلم (الإنجليزية)